# Calcarisporiellomycota
Calcarisporiellomycota é uma divisão monotípica do reino Fungi cuja única classe é Calcarisporiellomycetes, também monotípica, tendo como única ordem Calcarisporiellales. Contém uma única família, Calcarisporiellaceae, com dois géneros, Calcarisporiella, e Echinochlamydosporium, cada um com uma única espécie validamente descrita.

## Descrição
Os fungos incluídos no filo Calcarisporiellomycota apresentam talo ramificado, com hifas septadas (tem um septo singular). A hifa vegetativa é hialina (aspecto vítreo), lisa e de paredes finas. As culturas não apresenta cheiro característico. Os esporangióforos (o receptáculo nque contém os esporângios, se presentes) são simples, hialinos, lisos, surgindo de hifas indiferenciadas. Os esporângios são unisporados, elipsóides (no formato), com ou sem uma pequena columela. Os esporos são uninucleados (com um único núcleo), hialinos, lisos, de paredes finas, ovóides a elipsóides, com base arredondada.
Os clamidósporos (se presentes) são unicelulares, alongadas a globosas, de paredes espessas e espinhosas, ocorrendo lateralmente em hifas curtas. O ciclo sexual não é conhecido, mas são fungos saprotróficos no solo e não nematófagos (não carnívoros). As espécies conhecidas foram isoladas em solos.

## História
Calcarisporiella foi publicado originalmente em 1974 e inicialmente considerado membro anamórfico da divisão Pezizomycotina, mas a análise filogenética posterior de rDNA descobriu que era separado dos clados Endogonales e Mucorales.
Um novo género, Echinochlamydosporium, foi descrito em 2011 e colocado na família Mortierellaceae, mas em 2018, devido à análise do seu ADN, foi transferido para a família Calcarisporiellaceae.
O filo Calcarisporiellomycota, recentemente descrito, compreende as espécies Calcarisporiella thermophila e Echinochlamydosporium variabile e representou uma linhagem profunda com afinidades fortes com os Mucoromycota, (Yamamoto et al. 2015, ) ou Mortierellomycota (Jiang et al. 2011; Tedersoo et al. 2017).
A construção da árvore filogenética com base no conjunto de dados combinados do gene nrDNA 28S, tef1 e rpb1 (conjunto de dados 2), permitiu determinar relações filogenéticas com quatro novas espécies de Endogonaceae e com outras espécies, incluindo micobiontes vegetais, em Endogonales. Esta análise determinou que Mortierellaceae e Calcarisporiellaceae podem ser usados como grupos externos.

## Taxonomia
- Filo Calcarisporiellomycota Tedersoo et al., Fungal Diversity 90 (1): 151 (2018)
  - Classe Calcarisporiellomycetes Tedersoo et al., Fungal Diversity 90 (1): 152 (2018)
    - Ordem Calcarisporiellales Tedersoo et al.
      - Family Calcarisporiellaceae Tedersoo et al.
        - Género Calcarisporiella de Hoog, 1974
          - Espécie Calcarisporiella thermophila (H.C. Evans) de Hoog (1974)[15]

        - Género Echinochlamydosporium  X.Z. Jiang, H.Y. Yu, M.C. Xiang, X.Y. Liu & Xing Z. Liu, 2011
          - Espécie Echinochlamydosporium variabile X.Z. Jiang, H.Y. Yu, M.C. Xiang, X.Y. Liu & Xing Z. Liu,[16]